# Inspiral Carpets
Inspiral Carpets je anglická rocková skupina založená v roce 1983 ve městě Oldham.

## Historie
Její původní sestavu tvořil zpěvák Stephen Holt, kytarista Graham Lambert, baskytarista Tony Feeley, klávesista Glenn Chesworth a bubeník Craig Gill. Feeley ze skupiny odešel v roce 1997 a na krátkou dobu jej nahradil Mark Hughes, kterého však ještě ve ten rok vystřídal Dave Swift. V roce 1987 rovněž odešel Chesworth, kterého nahradil Clint Boon. O dva roky později skupinu opustil Swift a nahradil jej Martyn Walsh; ze skupiny rovněž odešel Stephen Holt, na jehož pozici nastoupil Tom Hingley.
Skupina se rozpadla v roce 1995, ale o osm let později byla opět obnovena a to v sestavě: Tom Hingley (zpěv), Graham Lambert (kytara), Martyn Walsh (baskytara), Clint Boon (klávesy) a Craig Gill (bicí). V roce 2011 ze skupiny odešel Hingley a nahradil jej původní zpěvák Stephen Holt. Během své existence skupina v devadesátých letech vydala čtyři studiová alba. Roku 2014 vyšlo páté, pojmenované jednoduše Inspiral Carpets a podílel se na něm John Cooper Clarke.

## Diskografie
- Life (1990)
- The Beast Inside (1991)
- Revenge of the Goldfish (1992)
- Devil Hopping (1994)
- Inspiral Carpets (2014)